# Pieni Petäjäsaari (ö i Mellersta Karelen)
Pieni Petäjäsaari är en ö i Finland. Den ligger i sjön Pyhäjärvi och i kommunen Kides i den ekonomiska regionen  Mellersta Karelens ekonomiska region  och landskapet Norra Karelen, i den sydöstra delen av landet, 300 km nordost om huvudstaden Helsingfors. Öns area är 17,5 hektar och dess största längd är 0,6 kilometer i öst-västlig riktning.